# 国際連合安全保障理事会決議169
国際連合安全保障理事会決議169（英: United Nations Security Council Resolution 169,UNSCR169）は、1961年11月24日に国際連合安全保障理事会で採択された決議。過去のコンゴ動乱に関する国際連合の決議を再確認し、コンゴ共和国中央政府の権威に服しないあらゆる武力行為特にカタンガ国当局における分離独立活動を強く非難し、国連軍に対する過去の武力行為に深い懸念を表明し、ウ・タント国連事務総長が必要に応じて他国武装勢力の即時逮捕及び拘禁、即時国外退去、武力行使を含む適切な積極的な行為を取る権限を承認した。全ての国連加盟国に対して紛争に貢献する可能性のある行為を防止するように要請した。

## 内容
国際連合安全保障理事会の第982回会合において、1960年7月14日付国連安保理決議第143号・同年7月22日付国連安保理決議第145号・同年8月9日付国連安保理決議第146号・1961年2月21日付国連安保理決議第161号及び国連総会決議第1474号・第1592号・第1599号・第1600号・第1601号を再確認した。
- コンゴ共和国（コンゴ・レオポルドヴィル）の領土保全及び政治的独立を維持
- 法と秩序の回復と維持においてコンゴ中央政府を支援
- コンゴ共和国における内戦の発生を防止
- コンゴ共和国領土内からのあらゆる他国武装勢力の撤退
- コンゴ共和国に対する技術的支援の提供

コンゴ中央政府の権威に服しないあらゆる武力行為特に他国資源及び他国傭兵の支援によるカタンガ国当局における分離主義活動及び武力活動を強く非難し、「カタンガは主権を持つ独立国家である」との主張を完全に拒絶し、国連軍（国連コンゴ活動）などに対する現在及び過去の暴力行為に深い懸念を表明し、コンゴ国民の不幸な状況を終結させ、世界平和と国際協力及びアフリカ大陸全体の安定と進歩を目指すため同国における国際連合の方針及び目的を全面的に履行するために迅速かつ効果的な行動の必要性を強調した。国連事務総長が必要に応じて他国部隊兵士及び準兵士・傭兵らの即時逮捕及び拘禁、即時国外退去、武力行使を含む積極的な行為を取る権限を承認し、全ての国連加盟国に対して直接・間接を問わず武力行使に繋がる行為や国連憲章に違反するいかなる行動をも取らないように要請し、コンゴ中央政府に対する全面的かつ確固たる支援を行う事を宣言した。
決議は賛成9票・棄権2票（フランス、イギリス）で採択された。